# قصيعة
القُصَّيْعَة أو بِسكوتِلَّة (الاسم العلمي: Biscutella)، جنس نباتات عشبية حولية من فصيلة الكرنبية. تضم حوالي 46 نوعًا.